# هجرة الحصن (مناخة)

تعديل مصدري - تعديل

هجرة الحصن هي إحدى قرى عزلة هوزان بمديرية مناخة التابعة لمحافظة صنعاء، بلغ تعداد سكانها 2342 نسمة حسب تعداد اليمن لعام 2004.